# Serapias orientalis
Serapias orientalis là một loài phong lan có ở miền đông-trung và miền đông Địa Trung Hải tới miền tây Nam Kavkaz.

## Phân loài
- S. orientalis ssp. apulica H.Baumann & Künkele, 1989
- S. orientalis ssp. levantina (H. Baumann & Künkele) Kreutz,2004
- S. orientalis ssp. orientalis
- S. orientalis ssp. siciliensis Bartolo & Pulv., 1993

## Hình ảnh

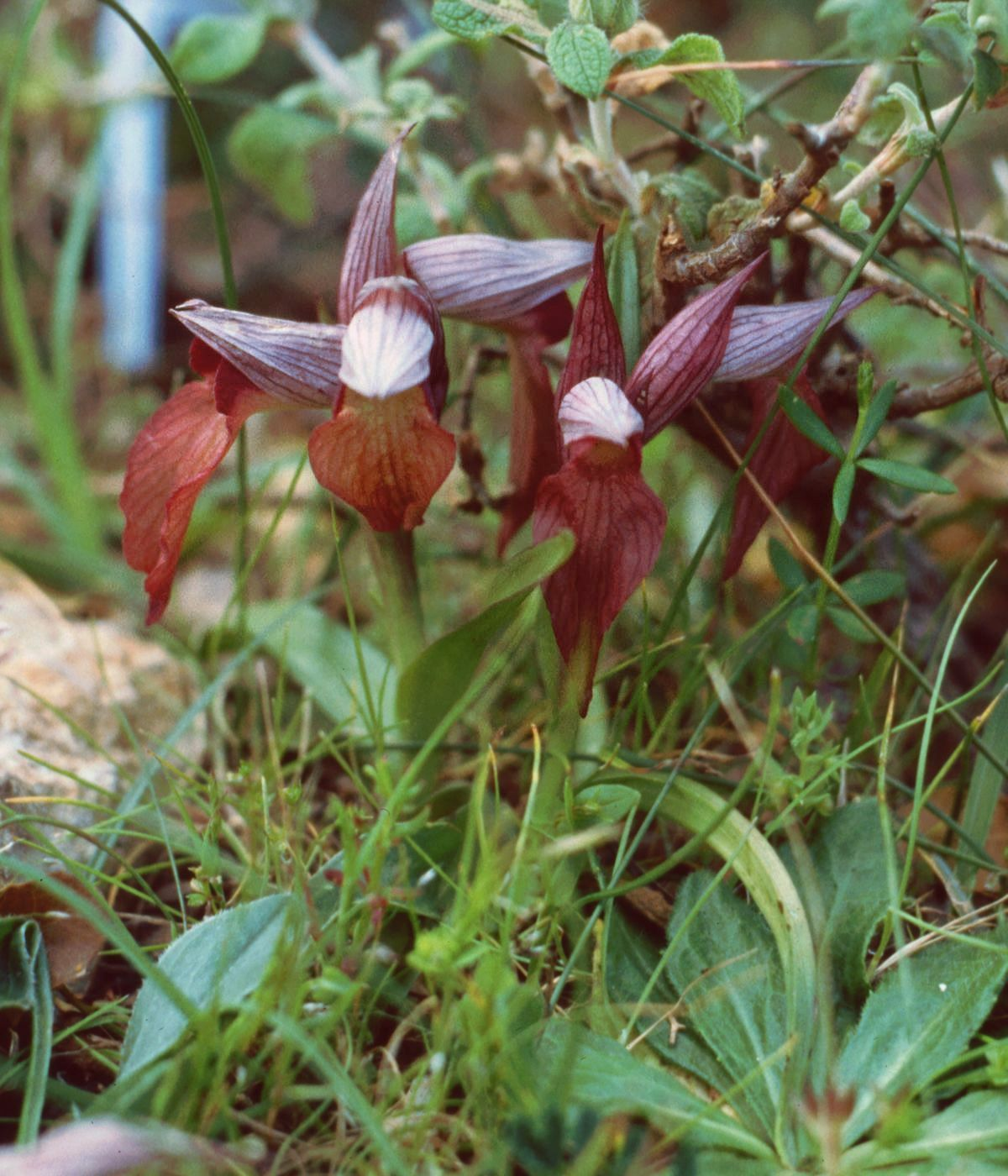
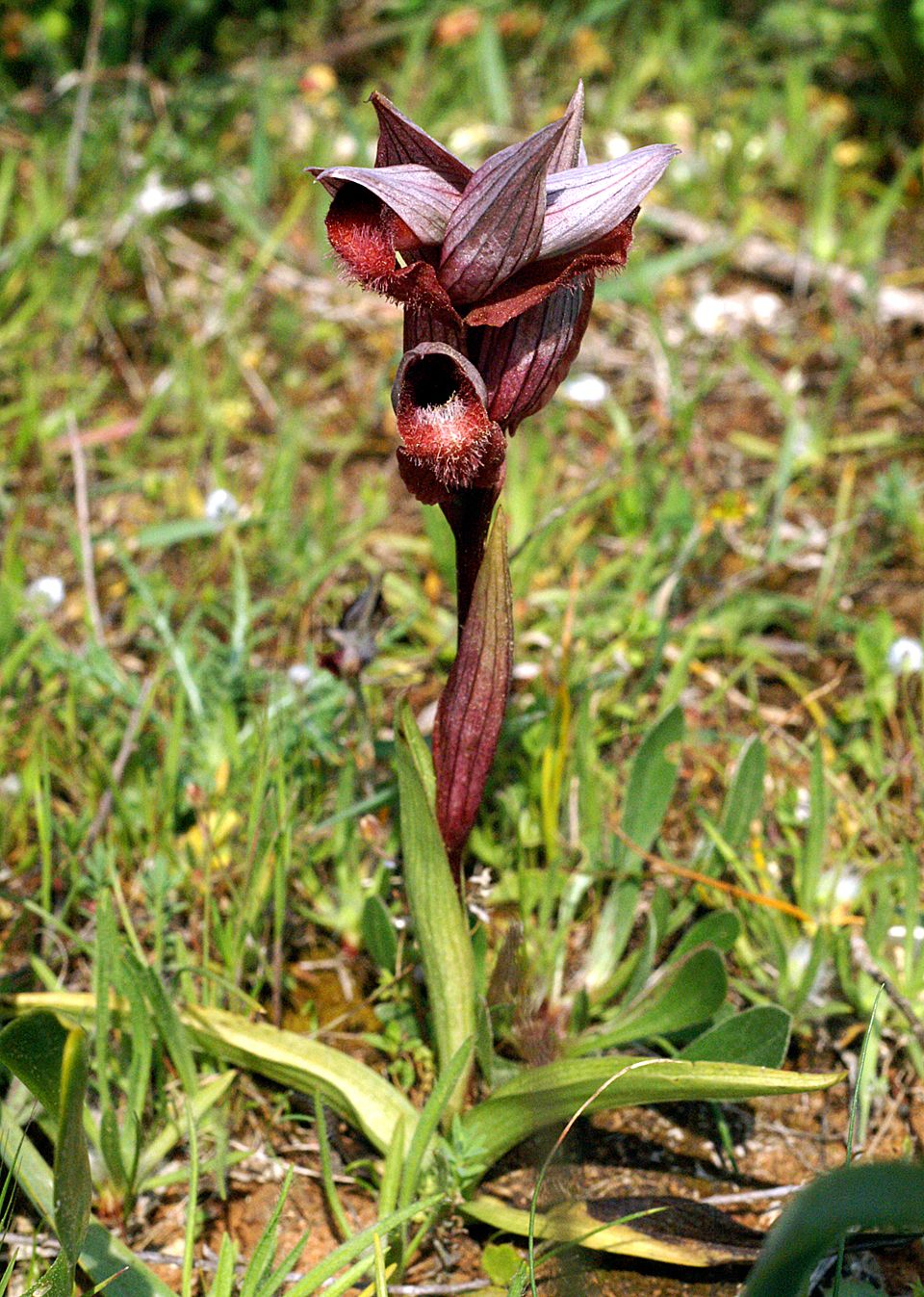
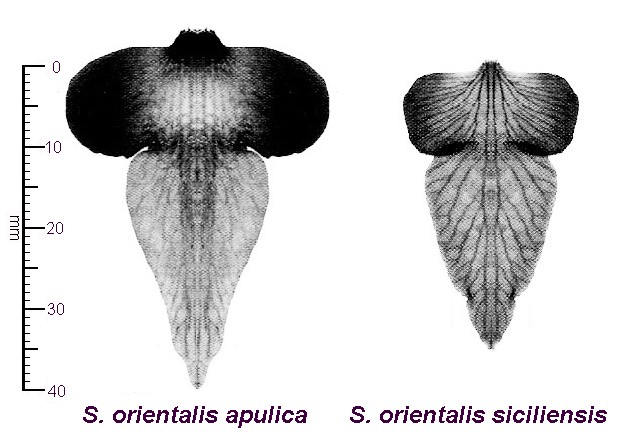
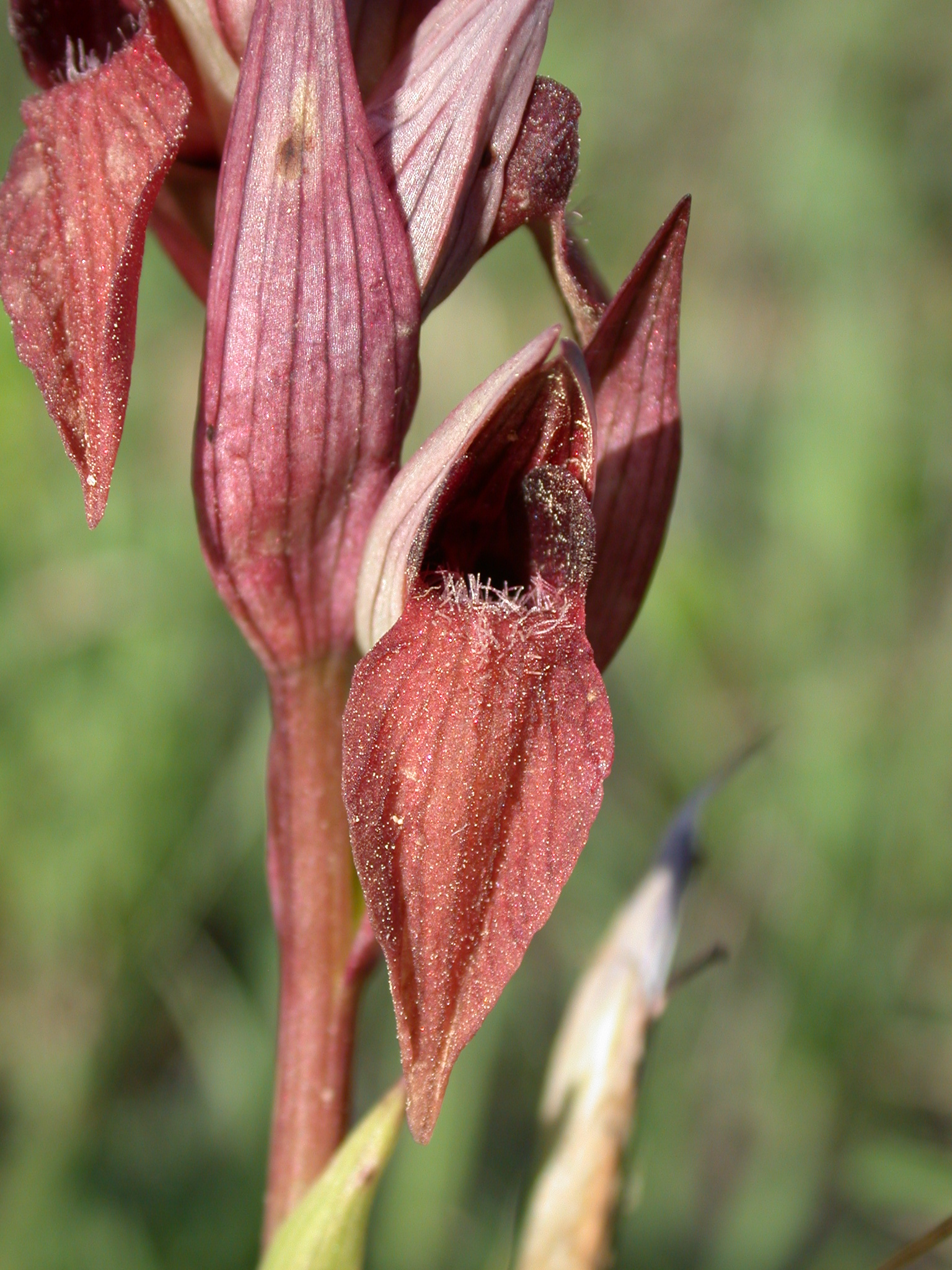